# Nikkan gendai
Nikkan gendai (日刊ゲンダイ, litt. Le quotidien contemporain) est un quotidien populaire japonais paraissant chaque soir. Il est tiré à plus d'un million cinq cent mille exemplaires. Il est principalement vendu en kiosque dans les grands centres urbains tels que les agglomérations de Tokyo, Osaka et Nagoya. Il dispose aussi d'une antenne régionale sur l'ile septentrionale d'Hokkaidō (appelé Nikkan Sapporo jusqu'en 2006). Son principal concurrent dans la presse populaire japonaise est Yūkan Fuji. Le journal fait partie du groupe de la maison d'édition Kōdansha (講談社).

## Ligne éditoriale
Les sujets traités dans Nikkan gendai sont principalement la politique, les faits divers, le sport et l’actualité des stars. Le lectorat visé est plutôt masculin, en particulier les salariés rentrant du travail (d’où son appartenance à la catégorie des « journaux paraissant le soir » (夕刊紙, yūkanshi).
Les articles sont souvent traités de façon cynique. Sans être ouvertement d’opposition, Nikkan gendai est clairement opposé à la politique du parti libéral-démocrate japonais (PLD) de sa création en 1975 jusqu’à la transition politique de septembre 2009. Dès lors, le journal prend une position plus douce envers le nouveau gouvernement du Parti démocrate du Japon, sans toutefois le soutenir ouvertement. 

## Historique
Nikkan gendai est né de la volonté de la maison d’édition Kōdansha de se doter de son propre quotidien. Ce projet date des années trente mais n’a pu être mené à bien par le président de l’époque, Noma Seiji. C’est son fils, Noma Soichi qui fondera officiellement le journal le 27 juin 1975. 
Cette période de création est marquée par l’affrontement entre Soichi et le rédacteur en chef de Shūkan gendai (週刊現代), le magazine généraliste hebdomadaire de la Kōdansha. 
Lors de son lancement, le tirage de Nikkan gendai atteint rapidement deux cent cinquante mille exemplaires mais retombe à cent cinquante mille en février 1976. Au même moment se déclenche l’affaire Lockheed, un scandale politico-financier auquel est mêlé le premier ministre de l’époque, Tanaka Kakuei. Cette affaire va servir de tremplin aux ventes de Nikkan gendai qui à ce moment transmet une information plus critique à l’encontre du gouvernement que ne le faisaient les grands quotidiens nationaux tels que le Asahi shinbun et le Yomiuri shinbun. Le journal ayant réussi à se créer un véritable lectorat, les ventes bondissent et le tirage atteint les trois cents mille exemplaires en 1977. 
Le 12 janvier 1981, Nikkan gendai rachète le quotidien régional Hokkaidō Nikkan Sports (北海道日刊スポーツ) et le rebaptise Nikkan Sapporo (Sapporo étant la ville où se trouve la rédaction). Durant cette période, le quotidien dépasse pour la première fois le million d’exemplaires, le point culminant étant l’année 1983 avec un tirage moyen d’un million trois cents mille.

## Position dans le monde médiatique japonais
Au sein du monde médiatique japonais, Nikkan gendai à une place bien particulière. Bien que le format tabloïd et la fréquence quotidienne de distribution permettent de le considérer comme un journal (symbolisé en japonais par l’utilisation du mot 新聞 (shinbun), il est considéré au Japon comme une publication magazine (shūkanshi). À ce titre, il n’est donc pas adhérent de l’association des maisons et éditeurs de presse japonaise (日本新聞協会, Nihon shinbun kyōkai) mais adhère à l'association des éditeurs de magazine japonaise (日本雑誌協会, Nihon zasshi kyōkai). 
De cette non-reconnaissance du statut de journal découlent certaines particularités. Entre autres, les journalistes du Nikkan gendai n’ont pas la possibilité d’adhérer aux clubs de presse présents dans les grandes institutions du pays (sauf grâce à de rares dérogations). D’autre part, ces derniers ne sont pas soumis aux mêmes règles de déontologie que les autres journalistes travaillant dans les journaux adhérant à la Nihon shinbun kyōkai.